# Крупный улов
«Крупный улов» (англ. Finestkind) — американский криминальный триллер режиссёра Брайана Хелгеленда. В фильме снялись Бен Фостер, Томми Ли Джонс, Тоби Уоллес и Дженна Ортега.
Мировая премьера фильма состоялась на Международном кинофестивале в Торонто 8 сентября 2023 года. Премьера на Paramount+ состоялась 15 декабря 2023 года.

## Сюжет
Во время визита в Нью-Бедфорд (штат Массачусетс) выпускник колледжа Чарли навещает своего старшего сводного брата Тома Элдриджа, ловца морских гребешков. Разочарованный своей размеренной жизнью, он просит Тома взять его с собой на предстоящую рыбалку, на что тот неохотно соглашается. Отплывая на лодке «Гармония», принадлежащей «Эксельсиору», Чарли знакомится с командой – Нунесом, семьянином Костой и наркоманом Скимо. Спустя несколько часов плавания «Гармония» терпит взрыв в бурном море, в результате чего тонет; экипаж чудом выживает.
После спасения на следующее утро все пятеро отправляются в бар, чтобы отпраздновать свое испытание, где Чарли встречает Мэйбл, мелкого наркоторговца. Его богатый отец, Гари Сайкс, который выслеживает его, пытается убедить его отказаться от рыбалки, но получает резкий отпор. Позже братья посещают работодателей Тома; там Том требует показать записи технического обслуживания «Гармонии», но его эгоистичный босс обвиняет его в некомпетентности. Том швыряет своего босса об стену, а тот провоцирует Тома ударить его, чтобы тот мог выдвинуть обвинения. Чарли отговаривает Тома от этого, и братья уходят.
Позже к Тому обращается его стареющий отец Рэй, который просит его взять его лодку, самую лучшую в своем роде, на экскурсию по дноуглубительным работам вместо него, на что Том неохотно соглашается. Позже, на домашней вечеринке, устроенной Костой, Том сообщает остальным о задании; находясь там, Мэйбл берет Чарли на пробежку за наркотиками, во время которой он встречает ее скептически настроенную мать. После неудачного окончания встречи он врывается в квартиру Мэйбл, где они проводят страстную ночь. Проснувшись поздно на следующий день, они вдвоем узнают, что Том собирается уехать без него; в ответ Мэйбл мчит с Чарли в гавань, едва успевая добраться до «Крупного улова» как раз перед выходом в море. В море Том решает незаметно взять лодку и порыбачить в канадских водах в надежде получить более прибыльный улов. Гамбит почти удался, но лодка случайно попала в ловушку рыболовецкой драги как раз в тот момент, когда их обнаружил канадский самолет, преждевременно завершив экскурсию.
Возвращаясь в порт, «Крупный улов» арестовывается властями США, к большому разочарованию экипажа. Решив рассказать Рэю об инциденте, они узнают, что он госпитализирован с неизлечимой стадией рака желудка – фактической причиной его передачи лодки. Не желая, чтобы его отец умер без своей любимой лодки, Том обращается к своим бывшим работодателям с просьбой внести за него залог в размере 100 000 долларов штрафа, который был обусловлен освобождением лодки, но получает презрительный отказ. Сочувствуя их бедственному положению, Мэйбл организует для группы участие в разовой операции по контрабанде героина с Уиксом, партнером ее матери. Несмотря на согласие команды, Том боится, что его поймают, но убежден в обратном.
Команда отправляется к месту высадки, куда самолет доставляет героин. Вернувшись в порт, братья поодиночке отправляются на встречу с Уиксом, но их загоняет в угол конкурирующая команда наркоторговцев, которая, усмирив их, уносит героин. Понимая, что их предали, Том обвиняет Мэйбл в доносительстве на них, что приводит к драке, свидетелем которой становится Рэй. Затем Уикс загоняет группу в угол дома Косты, взяв в заложницы его беременную жену. Он заставляет их доставить героин к следующему утру, обещая убить их, если они потерпят неудачу; он показывает, что напал на Мейбл.
После того, как они уходят, команда помогает жене Косты, после чего Том исчезает. Во время поисков Рэй загоняет Чарли в угол, и тот раскрывает их тайну. На следующее утро Чарли встречает Нуньеса, который говорит ему, что Том взял с собой пистолет, чтобы встретиться со Скимо. Понимая, что именно Скимо был стукачом, Чарли мчится к нему домой, прибывая как раз в тот момент, когда Том собирается казнить его. Тем не менее, Чарли удается убедить его в обратном, и он решает вместо этого рискнуть. В другом месте Рэй появляется на месте встречи Уикса с предложением 15 000 долларов в обмен на то, чтобы оставить команду в покое. Когда Уикс отказывается и продолжает издеваться над ним, Рэй стреляет в него и убивает – как раз в тот момент, когда прибывают братья. Рэй объясняет эмоционально взволнованному Тому, что он сделает все, чтобы спасти его.
Гари соглашается заплатить штраф за лодку, понимая, что не может изменить своего сына, в то время как Мэйбл готовится поступить в колледж. Наконец-то освободившись, команда готовится снова отправиться в плавание на «Крупном улове», в то время как заключенный, но счастливый Рэй наблюдает за происходящим издалека.

## В ролях
- Томми Ли Джонс — Рэй Элдридж
- Бен Фостер — Том[4]
- Тоби Уоллес — Чарли[4]
- Дженна Ортега — Мейбл[4]
- Тим Дейли — Деннис Сайкс[4]
- Клейн Кроуфорд — Пит Уикс[4]
- Эрон Стэнфорд — Скимо[4]
- Скотти Товар — Нунес[4]
- Лолита Давидович — Донна Сайкс[4]
- Меган Летерс
- Исмаэль Крус Кордова — Коста[5]

## Производство и премьера
В 2018 году планировалось снять фильм с участием Джейка Джилленхола, Энсела Эльгорта и Зендеи.
В апреле 2022 года права на производство фильма выкупила компания Paramount+. Тогда же стало известно, в фильме снимутся Бен Фостер, Томми Ли Джонс, Тоби Уоллес и Дженна Ортега. Режиссёром и сценаристом фильма стал Брайан Хелгеленд.
Съёмки начались в Массачусетсе в апреле 2022 года. В том же месяце стало известно, что в фильме снимутся Тим Дейли, Клейн Кроуфорд, Эрон Стэнфорд, Скотти Товар и Лолита Давидович. Съёмки завершились в июне 2022 года.
Мировая премьера фильма состоялась на Международном кинофестивале в Торонто 8 сентября 2023 года.

## Критика
На сайте-агрегаторе рецензий Rotten Tomatoes фильм имеет рейтинг 28 % на основании 29 рецензий критиков со средней оценкой 4,9 из 10. На сайте-агрегаторе рецензий Metacritic фильм имеет оценку 44 балла из 100 возможных на основании 7 рецензий, что указывает на «смешанные или средние» отзывы.